# Ventosa (Vouzela)
Ventosa ist eine Gemeinde (Freguesia) im portugiesischen Kreis Vouzela. In ihr leben 677 Einwohner (Stand 19. April 2021).